# Колективні трудові спори
Колективні трудові спори (конфлікти) — розбіжності, що виникли між сторонами соціально-трудових відносин, щодо:
- а) встановлення нових або зміни існуючих соціально-економічних умов праці та виробничого побуту;
- б) укладення чи зміни колективного договору, угоди;
- в) невиконання колективного договору, угоди або окремих їх положень;
- г) невиконання вимог законодавства про працю.

Колективний трудовий спір (конфлікт) виникає з моменту, коли уповноважений представницький орган найманих працівників, категорії найманих працівників, колективу працівників або профспілки одержав від власника чи уповноваженого ним органу повідомлення про повну або часткову відмову у задоволенні колективних вимог і ухвалив рішення про незгоду з рішенням власника чи уповноваженого ним органу (представника) або коли строки розгляду вимог, передбачені цим Законом, закінчилися, а відповіді від власника не надійшло.
Розгляд колективного трудового спору (конфлікту) здійснюється спеціальними органами: примирною комісією, а в разі неухвалення рішення у строки, встановлені Законом.
Жодна із сторін колективного трудового спору (конфлікту) не може ухилятися від участі в примирній процедурі. Сторони колективного трудового спору (конфлікту), примирна комісія зобов'язані використати для врегулювання колективного трудового спору (конфлікту) всі можливості, не заборонені законодавством.
Як крайній засіб вирішення колективного трудового спору (конфлікту) у зв'язку з відмовою власника або уповноваженого ним органу (представника) задовольнити вимоги найманих працівників або уповноваженого ними органу, профспілки, об'єднання профспілок чи уповноваженого нею (ними) органу може застосовуватися страйк, право на який передбачено ст. 44 Конституції України, а порядок здійснення права на страйк встановлюється Законом «Про порядок вирішення колективних трудових спорів (конфліктів)»